# 阿尔舍朗日
阿尔舍朗日（法語：Archelange，法語發音：[aʁʃəlɑ̃ʒ]）是法国汝拉省的一个市镇，位于该省北部，属于多勒区。

## 地理
阿尔舍朗日（47°8'51"N, 5°30'50"E）面积5.09 平方千米，位于法国勃艮第-弗朗什-孔泰大區汝拉省，该省份为法国东部内陆省份，北起上索恩省，西北接科多尔省，西临索恩-卢瓦尔省，南至安省，东与杜省和瑞士接壤。
与阿尔舍朗日接壤的市镇（或旧市镇、城区）包括：穆瓦塞、欧蒂姆、沙特努瓦、格勒迪桑、茹村、默诺泰。

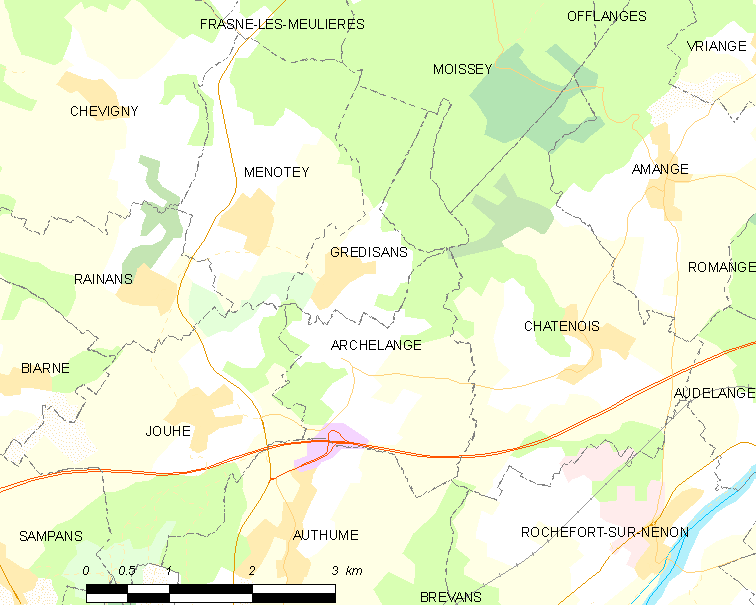
阿尔舍朗日的OSM定位图

阿尔舍朗日的时区为UTC+01:00、UTC+02:00（夏令时）。

## 行政
阿尔舍朗日的邮政编码为39290，INSEE市镇编码为39014。

## 政治
阿尔舍朗日所属的省级选区为欧蒂姆县。

## 人口

1962-2008年间阿尔舍朗日人口变化图示

阿尔舍朗日于2022年1月1日时的人口数量为218人。